# 丽江荛花
丽江荛花（学名：Laplacea lichiangensis）是山茶科南美大头茶属的植物，为中国的特有植物。分布于中国大陆的 云南省、四川省等地，生长于海拔2,600米至3,500米的地区，多生长于杂木林下、荒地灌丛、松林中或路边，目前尚未由人工引种栽培。

## 别名
醉鱼草（云南德钦）